# Чантавир
Чантавир (серб. Чантавир) — село в Сербії, належить до общини Суботиця Північно-Бацького округу в багатоетнічному, автономному краю Воєводина.

## Населення
Населення села становить 7303 осіб (2002, перепис), з них:
- мадяри — 6632 — 92,39%;
- роми — 233 — 3,24%;
- серби — 54 — 0,75%;
- югослави — 51 — 0,71%;

Решту жителів  — з різних етносів, зокрема: хорвати, румуни, німці і кілька русинів-українців.